# Saison 2 de Call Me Fitz
Chronologie
Saison 1 Saison 3
Cet article présente les treize épisodes de la deuxième saison de la série télévisée canadienne Call Me Fitz.

## Synopsis
Richard « Fitz » Fitzpatrick est un vendeur de voitures d’occasions dont la vie va changer avec l’arrivée d’un nouveau vendeur, le bien-pensant Larry, qui se prétend être la conscience de Fitz, et qui va devenir son alter ego.

## Distribution

### Acteurs principaux
- Jason Priestley : Richard « Fitz » Fitzpatrick
- Ernie Grunwald : Larry
- Peter MacNeill : Ken Fitzpatrick
- Kathleen Munroe : Ali Devon
- Tracy Dawson : Meghan
- Donavon Stinson : Josh
- Brooke Nevin : Sonja

## Liste des épisodes

### Épisode 1:Les Fesses du destin
- Canada : 25 septembre 2011 sur HBO Canada[1]
- Québec : 28 juin 2012 sur AddikTV[2]
- France : 14 avril 2013 sur Serieclub[3],[4]

Fitz fait un rêve récurrent où il est attaché à une roue et sur le point d'avoir les parties génitales mutilé à l'aide d'un couteau. Mais alors qu'il couche avec une diseuse d'aventure celle-ci lui apprend qu'il est victime d'un malédiction.

### Épisode 2:Sortir du placard
- Canada : 25 septembre 2011 sur HBO Canada
- Québec : 28 juin 2012 sur AddikTV
- France : 14 avril 2013 sur Série Club[4]

### Épisode 3:Le Roi des retardés
- Canada : 2 octobre 2011 sur HBO Canada
- Québec : 5 juillet 2012 sur AddikTV
- France : 14 avril 2013 sur Série Club[4]

### Épisode 4:Mon cimetière indien perso
- Canada : 9 octobre 2011 sur HBO Canada
- Québec : 5 juillet 2012 sur AddikTV
- France : 14 avril 2013 sur Série Club[4]

### Épisode 5:Problème pubien
- Canada : 16 octobre 2011 sur HBO Canada
- Québec : 12 juillet 2012 sur AddikTV
- France : 21 avril 2013 sur Série Club[4]

### Épisode 6:Qu'on m'apporte le pied de Dexter Laine
- Canada : 23 octobre 2011 sur HBO Canada
- Québec : 12 juillet 2012 sur AddikTV
- France : 21 avril 2013 sur Série Club[4]

### Épisode 7:Réunion de famille dysfonctionnelle
- Canada : 30 octobre 2011 sur HBO Canada
- Québec : 19 juillet 2012 sur AddikTV
- France : 21 avril 2013 sur Série Club[4]

### Épisode 8:L'Héritage du vieux
- Canada : 6 novembre 2011 sur HBO Canada
- Québec : 19 juillet 2012 sur AddikTV
- France : 21 avril 2013 sur Série Club[4]

### Épisode 9:Innocent jusqu'à preuve du contraire
- Canada : 13 novembre 2011 sur HBO Canada
- Québec : 26 juillet 2012 sur AddikTV
- France : 21 avril 2013 sur Série Club[4]

### Épisode 10:Mais est-ce que les amish pratiquent la fellation?
- Canada : 20 novembre 2011 sur HBO Canada
- Québec : 26 juillet 2012 sur AddikTV
- France : 28 avril 2013 sur Série Club[4]

### Épisode 11:Fureur de survivre
- Canada : 27 novembre 2011 sur HBO Canada
- Québec : 2 août 2012 sur AddikTV
- France : 28 avril 2013 sur Série Club[4]

### Épisode 12:Au ciel, il n'y a pas de bière
- Canada : 4 décembre 2011 sur HBO Canada
- Québec : 2 août 2012 sur AddikTV
- France : 28 avril 2013 sur Série Club[4]

### Épisode 13:C'est quoi, une foutue lune gibbeuse?
- Canada : 11 décembre 2011 sur HBO Canada
- Québec : 9 août 2012 sur AddikTV
- France : 28 avril 2013 sur Série Club[4]